# Jacques Cachemire
Pour les articles homonymes, voir Cachemire (homonymie).
Jacques Cachemire, né le 27 février 1947 à Pointe-à-Pitre,  est un ancien joueur et entraîneur français de basket-ball, élu à l'Académie du basket-ball français en 2007.

## Biographie
Jacques Cachemire fait partie des tout meilleurs joueurs de l'histoire du basket français, autant par ses performances en championnat de France qu'en équipe de France.
Cachemire est le quatrième meilleur marqueur de l'histoire de Nationale 1/Pro A avec 8 663 points.
Considéré comme l'un des meilleurs ailiers européens de sa génération, il est sélectionné en équipe d'Europe en 1974, 1975 et 1979.
Il porte le maillot bleu pendant 14 ans, comptabilisant 250 sélections, deuxième total derrière Hervé Dubuisson, et 2 843 points, ce qui fait de lui le troisième scoreur de l'histoire de l'équipe de France. Débutant en sélection en septembre 1969 à Madrid contre l'Espagne, il effectue son dernier match avec les Bleus en juin 1983 à Nantes contre Israël. Il participe à six phases finales de championnats d'Europe, en 1971, 1973, 1977, 1979, 1981 et 1983, remportant son meilleur résultat lors de cette dernière édition avec une cinquième place.

## Clubs
comme joueur
- 1968-1969 : SA Lyon (Nationale 1)
- 1969-1979 : Antibes (Nationale 1)
- 1979-1984 : ASPO Tours/ Tours BC (Nationale 1)

comme entraîneur
- 1983-1984 : Tours BC (Nationale 1)
- 1993-1994 : RCM Toulouse (Pro B)

## Palmarès
- Champion de France : 1970, 1980
- Meilleur marqueur du championnat : 1975
- Meilleur marqueur français du championnat : 1973, 1974, 1975, 1977
- Médaille d'argent conquise par l'équipe de France aux Jeux méditerranéens de 1975 en Algérie.